# Albert Salmi
Albert Salmi (gebürtig: Alfred Salmi; * 11. März 1927 in Brooklyn, New York; † 22. April 1990 in Spokane, Washington) war ein US-amerikanischer Film- und Theaterschauspieler.

## Leben und Wirken
Albert Salmi, Sohn der finnischen Einwanderer Svante und Ida Salmi, wuchs in einer Gemeinde in Brooklyn auf, in der überwiegend Finnisch gesprochen wurde. Als Erstklässler sprach er nur wenig Englisch und hatte daher einige Defizite. Trotzdem schaffte er den College-Abschluss und diente danach etwa drei Jahre als Soldat, auch noch im Zweiten Weltkrieg.
Mit Unterstützung der G. I. Bill of Rights begann Salmi im Anschluss seinen Traum von der Schauspielerei zu verwirklichen, indem er Method Acting bei dem ungarischen Schauspiellehrer Lee Strasberg studierte. Im Oktober 1953 feierte er mit dem Stück End as a Man an der Seite von Anthony Franciosa und Ben Gazzara sein Schauspieldebüt am Broadway. Sein wohl erfolgreichstes Stück war das Drama Bus Stop von William Inge, das elf Monate lang von März 1955 bis April 1956 zur Aufführung kam.
Dabei lernte er seine erste Ehefrau, die Schauspielerin Peggy Ann Garner kennen, die er am 18. Mai 1956 heiratete. Die Ehe, aus der die Tochter Catherine Ann hervorging, wurde am 13. März 1963 geschieden. Ein Jahr später heiratete Salmi Roberta Pollock, mit der er zwei weitere Töchter bekam, Lizanne und Jennifer Salmi; letztere ist ebenfalls als Schauspielerin tätig.
Salmis Karriere als Fernsehschauspieler begann 1954 und führte ihn als Gastdarsteller in einige bekannte Serien, darunter Twilight Zone (1960) und Rauchende Colts (1971). 1958 spielte er seine ersten Kinorollen: An der Seite Yul Brynners als Halbbruder Smerdjakov in dem Filmepos Die Brüder Karamasow und als einer der Banditen in dem Western Bravados neben Gregory Peck; diese beiden Darstellungen brachten ihm den National Board of Review Award als Bester Nebendarsteller ein. 1971 spielte er in seinem wohl bekanntesten Spielfilm, Flucht vom Planet der Affen, eine kleine Nebenrolle. 1975 wirkte er in der Anwaltserie Petrocelli mit. Doch auch danach blieb ihm eine größere Rolle versagt. In den 1980er Jahren wurde er erneut für Fernsehserien verpflichtet, darunter für Kultformate wie Dallas (1982), Knight Rider (1983) und Hart aber herzlich (1983).
Mitte der 1980er Jahre zog Salmi mit seiner Familie von Kalifornien nach Washington State, da er von Hollywood und den dortigen Allüren nicht viel hielt. Die Filmangebote aus Hollywood waren allerdings zuletzt nur mäßig und er litt unter Depressionen. Im Februar 1990 reichte Salmis Frau Roberta die Scheidung ein und erklärte in den Dokumenten, ihr Mann sei Alkoholiker und habe sie bereits mehrfach angegriffen. Die gemeinsame Tochter schilderte ihre Mutter allerdings auch als instabile und missbrauchende Persönlichkeit. Am 22. April 1990 ereignete sich im Haus Salmi eine menschliche Tragödie: Nach Angabe der Polizei erschoss Salmi mit seiner Waffe der Marke Colt M1911im Kaliber .45 ACP zuerst seine Frau Roberta und richtete danach die Waffe gegen sich. Er wurde in Spokane auf dem Greenwood Memorial Terrace beigesetzt.

## Filmografie (Auswahl)
- 1958: Die Brüder Karamasow (The Brothers Karamazov)
- 1958: Bravados (The Bravados)
- 1960: Denen man nicht vergibt (The Unforgiven)
- 1960: Wilder Strom (Wild River)
- 1962: Preston & Preston (The Defenders, Fernsehserie, 1 Folge)
- 1964: Carrasco, der Schänder (The Outrage)
- 1964–1965: Daniel Boone (Fernsehserie, 20 Folgen)
- 1967: Die fünf Geächteten (Hour of the Gun)
- 1967: Wenn Killer auf der Lauer liegen (The Ambushers)
- 1967: Der tolle Mr. Flim-Flam (The Flim-Flam Man)
- 1970: Die Höllenhunde (La spina dorsale del diavolo)
- 1971: Lawman (Lawman)
- 1971: Flucht vom Planet der Affen (Escape from the Planet of the Apes)
- 1973: Kung Fu (Fernsehserie, Folge 1x8 – Caine und die tote Katze)
- 1973: Barnaby Jones (Fernsehserie, 1 Folge)
- 1974–1976: Petrocelli (Fernsehserie, 45 Folgen)
- 1977: In der Gewalt der Riesenameisen (Empire of the Ants)
- 1977: Viva Knievel!
- 1979: Sechs Männer aus Stahl (Steel)
- 1979: Ein Mann räumt auf (Love and Bullets)
- 1980: Brubaker
- 1980: Wahnsinn ohne Handicap (Caddyshack)
- 1981: Die Nacht des Hexenjägers (Burned at the Stake)
- 1981: Mount St. Helens – Der Killervulkan (St. Helens; Fernsehfilm)
- 1981: Der Drachentöter (Dragonslayer)
- 1982: Die Hexe – The Witch (Superstition)
- 1982: Dallas (Fernsehserie, 3 Folgen)
- 1982: Ein Colt für alle Fälle (Fernsehserie, 1 Folge, Episode 18, Ein Mann fiel vom Himmel: Sheriff Baker)
- 1983: Das A-Team (The A-Team, Fernsehserie, Folge 2.1: Diamantenfieber)
- 1983: Hart aber herzlich (Hart to Hart, Folge 5.9: Gift im Whisky)
- 1986: Born American
- 1989: Die Traumtänzer (Breaking In)